# Canillejas
Canillejas és un barri (antigament municipi) que pertany al districte de San Blas-Canillejas, a la vila de Madrid. Té una superfície de 159,76 hectàrees i una població de 31.384 habitants (2009). Limita al nord amb Palomas (Hortaleza), al sud i est amb Rosas i a l'oest amb Salvador i Simancas. Està delimitat al nord per l'Avinguda de América, a l'oest per l'Avinguda de Canillejas a Vicálvaro, al sud pel carrer d'Ilíada i a l'est per les cotxeres del Ferrocarril Metropolità.

## Història

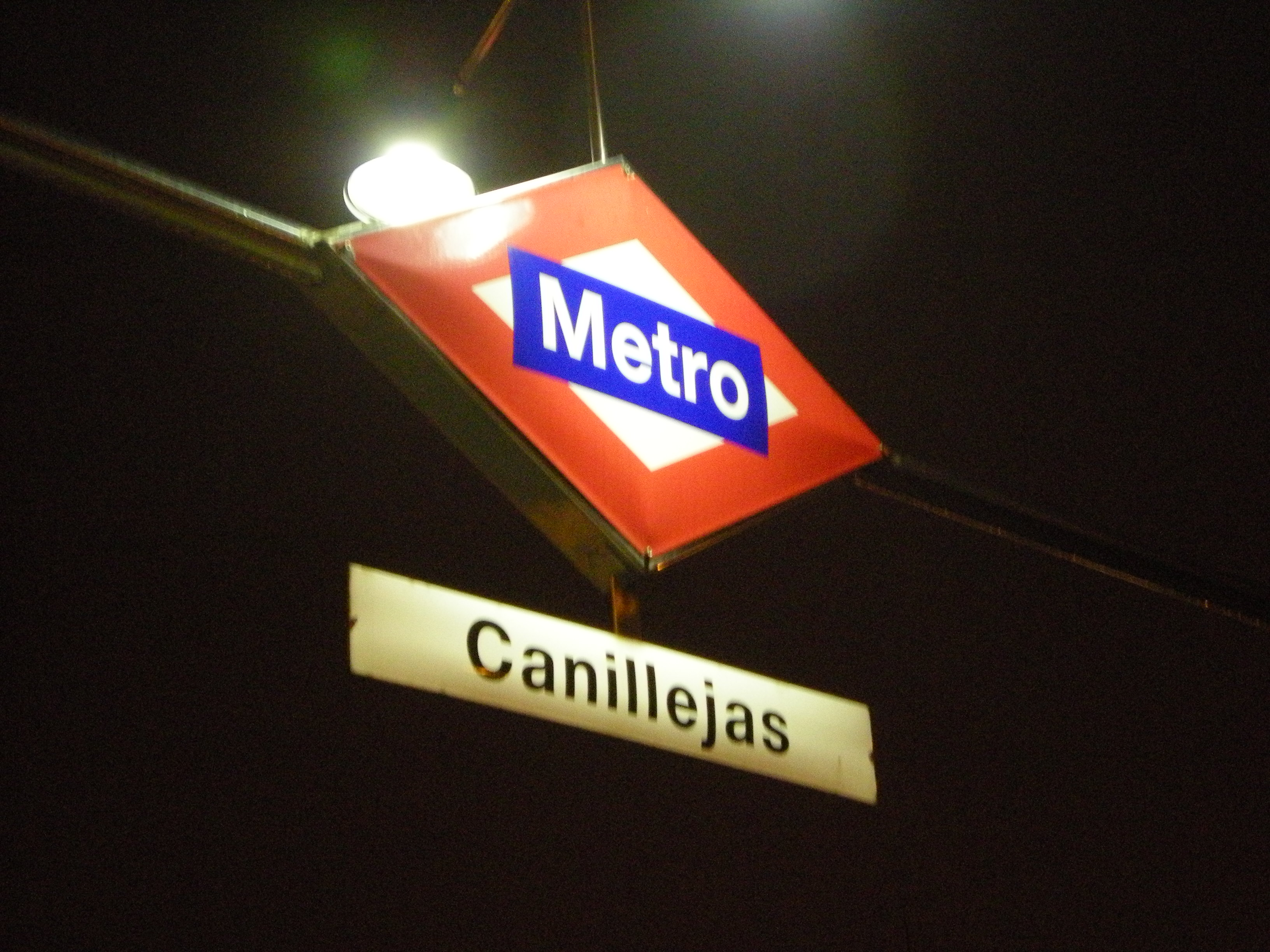
Metro de Madrid. Estació de Canillejas.

Històricament és una de les poblacions més antigues de la regió de Madrid, situat al nord-est de la capital, ja que va ser fundada cap al segle xiii. En l'estudi dels pobles ordenat pel Cardenal Cisneros al segle XVI apareix Canillejas dins dels municipis de Toledo.
L'actual districte de San Blas-Canillejas apareix com a terra de labor en el primer mapa de Canillejas, de l'any 1875, que era l'únic nucli de població.
En les dues primeres dècades del segle XX es dobla la població de Canillejas, i de nou en les dues següents. Les finques privades i arbredes properes, com la de la Marquesa de Torre Arias i la del Marquès de Canillejas, configuraven en aquesta època un municipi amb un alt nivell de vida.
El municipi de Canillejas va pertànyer al partit judicial d'Alcalá de Henares fins que va ser annexionat al municipi de Madrid per Decret de 24 de juny de 1949. Quan es va produir la divisió administrativa de Madrid en districtes no es va aconseguir recuperar el nom de Canillejas, al contrari que altres districtes de la capital que sí que han conservat el nom dels municipis que van ser en altres temps, com ara: Barajas, Vicálvaro, Carabanchel, Chamartín o Villaverde entre d'altres.
Amb el desarrollismo, va esdevenir una zona d'arribada d'immigrants que acudien a la capital per treballar en la indústria dels voltants, i fou per tant un important focus d'agitació obrera. Actualment al seu territori hi ha les instal·lacions de l'Estadi Olímpic de la Comunitat.